# Enlight Software
Enlight Software é uma empresa de desenvolvimento de jogos de computador fundada por Trevor Chan em 1993, e o primeiro projeto da empresa foi o jogo de estratégia Capitalism, que foi publicado pela Interactive Magic em 1995. Em 1997, foi lançado o Capitalism Plus (uma versão atualizada de Capitalism) e o ETR Seven Kingdoms.
Jogos posteriores incluem Virtual U, Capitalism II, Wars and Warriors: Joan of Arc, Seven Kingdoms II, Restaurant Empire, Zoo Empire, Marine Park Empire, Circus Empire, Restaurant Empire II e SpaceStationSim.
Além de desenvolver seus próprios jogos, Enlight lançou alguns jogos de desenvolvedores terceirizados nos Estados Unidos, incluindo: Mercury Steam's American McGee Presents: Scrapland, Nadeo's TrackMania, e Egosoft's X2: The Threat.
O útlimo jogo lançado pela empresa foi o Capitalism Lab, uma versão expandida de Capitalism II. O jogo conta com um visual aprimorado e novas interfaces, agora com suporte a maiores resoluções de tela. Seus novos recursos incluem simulação aperfeiçoada do mercado imobiliário, compras de terrenos, simulação macroeconômica melhorada, habilidade de construir comunidades e instalações esportivas, especialização em classe de produto, interrupção de tecnologia, novos produtos e um novo sistema de recursos naturais.